# Ricky (film)
Ricky – francuski film z 2009 roku w reżyserii François Ozona, zawierający elementy dramatu, komedii i fantasy. Zdjęcia kręcono w Amiens, Paryżu, Les Ulis, Livry-Gargan i Stains.

## Opis fabuły
Zwyczajna kobieta – Katie, spotyka na swoje drodze zwyczajnego mężczyznę – Paco. Para zakochuje się w sobie. Wkrótce rodzi się ich syn - Ricky. Gdy na ciele bobasa zaczynają pojawiać się sińce, Katie oskarża partnera o znęcanie się nad malcem. Wkrótce okazuje się, że podejrzenia kochającej matki były bezpodstawne. Ricky'emu zaczynają rosnąć skrzydła.

## Obsada
- Alexandra Lamy – Katie
- Sergi López – Paco
- Mélusine Mayance – Lisa
- Arthur Peyret – Ricky
- André Wilms – lekarz
- Jean-Claude Bolle-Reddat – dziennikarz